# François-Nicolas Fririon
François-Nicolas Fririon (* 7. Februar 1766 in Vandières, Lothringen; † 25. September 1840) war ein französischer Général de division.

## Leben
Mit sechzehn Jahren trat Fririon 1782 in die französische Armee ein und machte schnell Karriere. Zu Beginn der Revolution war er bereits Offizier und 1796 beförderte man ihn zum Général de brigade.
In den Koalitionskriegen kämpfte Fririon in der Schweiz und wechselte später mit einem eigenen Kommando zur Italienarmee und Barthélemy Louis Joseph Schérer. Nach einer weiteren Beförderung wurde er Stabschef von General Jacques Maurice Hatry. Als solcher kämpfte er u. a. bei Verona (26. März 1799) und Magnano (5. April 1799).
1799 wechselte Fririon zur Rheinarmee unter General Jean-Victor Moreau und war u. a. an der Schlacht bei Hohenlinden (3. Dezember 1800) beteiligt.
Ab 1807 war Fririon zum Krieg in Spanien kommandiert. Er wurde zum Stabschef von Marschall André Masséna eingeteilt und war in dieser Funktion an der Belagerung der Stadt Almeida im Juli und August 1810 beteiligt. Ferner kämpfte er in der Schlacht von Buçaco (27. September 1810) und der Schlacht bei Fuentes de Oñoro (3./5. Mai 1811).

## Ehrungen
- Grand Officier der Ehrenlegion
- Sein Name findet sich am östlichen Pfeiler (16. Spalte) des Triumphbogens am Place Charles-de-Gaulle (Paris).